# Nhận thức thương hiệu
Nhận thức thương hiệu (tiếng Anh: Brand awareness) đề cập đến mức độ mà khách hàng có thể gợi nhớ hoặc nhận diện một thương hiệu. Nhận thức thương hiệu là một vấn đề rất được coi trọng trong việc nghiên cứu hành vi người tiêu dùng, quản trị quảng cáo, quản trị thương hiệu và phát triển chiến lược. Khả năng người tiêu dùng có thể nhận nhận biết và gợi nhớ về một thương hiệu là nhân tố hàng đầu tạo ra quyết định mua hàng. Việc mua sản phẩm sẽ không thể được tiến hành trừ khi trước hết khách hàng phải nhận thức được danh mục hàng hóa họ cần mua và thương hiệu nằm trong danh mục đó. Nhận thức không nhất thiết là khách hàng phải có khả năng nhớ đến một cái tên thương hiệu cụ thể, nhưng ít nhất người đó phải nắm được đầy đủ những tính năng có thể phân biệt được của sản phẩm để tiếp tục. Ví dụ, nếu một người tiêu dùng nhờ bạn của cô ta mua một ít kẹo cao su có "bao bì màu xanh", người bạn sẽ biết được mình nên mua loại keo cao su nào, cho dù cô ta chưa thể nhớ ra một cái tên thương hiệu nào vào lúc đó.
Các kiểu nhận thức thương hiệu khác nhau được xác định là gợi nhắc thương hiệu và nhận diện thương hiệu. Những nhà nghiên cứu chủ chốt cho rằng những loại nhận thức khác nhau này hoạt động theo những cách khác nhau cơ bản và điều này có ý nghĩa quan trọng đối với quá trình quyết định mua hàng và cho truyền thông tiếp thị. Nhận thức thương hiệu gắn bó chặt chẽ hai khái niệm là "chuỗi gợi nhắc" (evoked set) và "chuỗi cân nhắc' (consideration set), mô tả các khía cạnh cụ thể của quyết định mua hàng của người tiêu dùng. Các nhà nghiên cứu tin rằng gười tiêu dùng nắm giữ khoảng ba đến bảy thương hiệu trong chuỗi cân nhắc của họ khi xét đến một danh mục sản phẩm muốn mua. Thông thường, người tiêu dùng sẽ mua một trong ba thương hiệu đứng đầu trong chuỗi cân nhắc của họ.
Để đảm bảo sự thành công trên thị trường của sản phẩm hoặc thương hiệu, mức độ nhận thức phải được quản lý trong toàn bộ vòng đời sản phẩm - từ khi giới thiệu sản phẩm đến khi thị trường của sản phẩm suy giảm. Nhiều nhà tiếp thị thường xuyên theo dõi mức độ nhận thức thương hiệu và nếu chúng giảm xuống dưới ngưỡng định trước, họ sẽ nỗ lực tăng cường quảng cáo và khuyến mãi cho đến khi nhận thức trở lại mức độ mong muốn.

## Tầm quan trọng của Nhận thức thương hiệu
Nhận thức thương hiệu là một trong những tài sản thương hiệu (brand asset) quan trọng giúp làm tăng giá trị cho sản phẩm, dịch vụ hoặc công ty.  Việc đầu tư để xây dựng nhận thức thương hiệu có thể giúp tạo ra lợi thế cạnh tranh bền vững, từ đó mang lại những khoản lợi nhuận dài hạn.
| Hạng | Logo | Thương hiệu   | Giá trị (tỷ USD) | Thay đổi so với năm 2017 (%) |
| 1    |      | Apple         | 214,480          | +16%                         |
| 2    |      | Google        | 155,506          | +10%                         |
| 3    |      | Amazon        | 100,764          | +56%                         |
| 4    |      | Microsoft     | 92,715           | +16%                         |
| 5    |      | Coca-Cola     | 66,341           | -5%                          |
| 6    |      | Samsung       | 58,890           | +6%                          |
| 7    |      | Toyota        | 53,404           | +6%                          |
| 8    |      | Mercedes-Benz | 48,601           | +2%                          |
| 9    |      | Facebook      | 45,168           | -6%                          |
| 10   |      | McDonald's    | 43,417           | +5%                          |

## Các loại nhận thức thương hiệu
Các nhà marketer đã định nghĩa rằng có hai loại nhận thức thương hiệu riêng biệt, đó là gợi nhớ thương hiệu (brand recall) và nhận biết thương hiệu. Hai loại nhận thức này hoạt động theo những cách thức hoàn toàn khác nhau, có ý nghĩa quan trọng cho các chiến lược tiếp thị và quảng cáo.

### Gợi nhớ thương hiệu
Gợi nhớ thương hiệu được hiểu là khả năng mà người tiêu dùng có thể đưa ra chính xác tên thương hiệu từ bộ nhớ khi nhắc đến một danh mục sản phẩm nào đó. Gợi nhớ thương hiệu thể hiện sự gắn kết mạnh mẽ giữa một danh dục sản phẩm và một thương hiệu, trong khi đó nhận biết thương hiệu lại thể hiện một liên kết yếu hơn. Khi nhắc đến một danh mục sản phẩm, hầu hết người tiêu dùng chỉ có thể nhớ lại một nhóm nhỏ các thương hiệu trong danh mục đó, thông thường là khoảng 3 cho đến 5 thương hiệu. Trong các bài kiểm tra đối với khách hàng, rất ít người có khả năng gợi nhớ đến hơn 7 thương hiệu trong một danh mục sản phẩm bất kỳ, thậm chí với những danh mục sản phẩm không được chú ý nhiều, hầu hết chỉ có thể nhớ được một hoặc hai tên thương hiệu.
Nghiên cứu cũng chỉ ra rằng số thương hiệu mà khách hàng có thể gợi nhớ được bị ảnh hưởng bởi các yếu tố cá nhân và yếu tố sản phẩm, trong đó bao gồm: độ trung thành thương hiệu, quy mô nhận thức, tình huống phát sinh, yếu tố tiêu dùng và trình độ học vấn. Ví dụ đối với một khách hàng thường xuyên phải sử dụng một loại sản phẩm nhất định, họ có khả năng ghi nhớ nhiều tên thương hiệu thuộc nhóm sản phẩm đó hơn những người khác.

### Nhận biết thương hiệu
Nhận biết thương hiệu đề cập đến khả năng phân biệt một cách chính xác các thương hiệu của khách hàng khi cần tiếp xúc với chúng. Việc khách hàng phải chỉ ra đúng tên thương hiệu trong trường hợp này là không quá cần thiết. Thay vào đó, loại nhận thức này thể hiện ở việc người tiêu dùng có thể nhận biết được một thương hiệu khi nhìn thấy sản phẩm thuộc thương hiệu đó tại điểm bán hàng hoặc sau khi nhìn thấy bao bì, mẫu mã sản phẩm. Trái ngược với gợi nhớ thương hiệu, trong đó ít người tiêu dùng có thể nhớ được một nhóm tên thương hiệu trong danh mục sản phẩm được đưa ra, khi nhắc tới tên một thương hiệu nhất định, sẽ có nhiều người tiêu dùng nhận ra hơn.

#### Nhận thức Top-of-mind
Khách hàng thường sẽ mua những sản phẩm nằm trong nhóm ba thương hiệu đứng đầu trong chuỗi cân nhắc của họ. Đây gọi là nhận thức top-of-mind. Do đó, một trong những mục tiêu của hầu hết các hoạt động truyền thông tiếp thị đó là gia tẳng khả năng khách hàng đưa thương hiệu của họ vào trong chuỗi cân nhắc.

## Đo lường mức độ nhận thức thương hiệu

### Gợi nhớ thương hiệu
Khách hàng thường được yêu cầu liệt kê những thương hiệu mà họ biết trong một lĩnh vực nào đó, ví dụ như xe hơi, bột giặt, kem đánh răng... Một số nhà nghiên cứu phân loại gợi nhớ thành 2 nhóm: Có gợi ý và không gợi ý.
Gợi ý được sử dụng để đo lường xem khách hàng có nhận ra khi thương hiệu được nhắc đến hay không. Câu hỏi thường dùng nhất là "Bạn có biết thương hiệu Honda không?"
Xét về mức độ phổ biến của thương hiệu, các công ty thường cố gắng đạt mức độ gợi nhớ cao nhất mà không cần đến gợi ý. Thương hiệu được nhớ đến đầu tiên (top of mind) sẽ có được lợi thế cạnh tranh to lớn so với các đối thủ khác và dễ được khách hàng ưu tiên lựa chọn hơn.

### Nhận biết thương hiệu
Đây là cách đo lường mức độ thương hiệu được nhận dạng khi đã nêu ra các thuộc tính, đặc điểm, sản phẩm hoặc các thông điệp quảng cáo.
Kiểm tra mức độ nhận diện logo và slogan cũng là một cách phương pháp đo lường. Một số thương hiệu thường có logo hoặc slogan rất dễ nhận biết như Nike - Just do it hay logo quả táo của Apple.